# Trolejbusová doprava v Dębici
V polském městě Dębica byla na přelomu 80. a 90. let 20. století provozována trolejbusová doprava.
Trolejbusy v Dębici začaly jezdit z iniciativy místního zemědělsko-průmyslového podniku IGLOOPOL.

## Historie
První etapa předpokládala výstavbu tratě kolem areálu IGLOOPOLu; dráha měla spojovat dębické železniční nádraží s průmyslovými budovami v Dębici i v sousední obci Straszęcin. V následující II. etapě měly být vybudovány tratě v centru města a do obcí Zawada a Latoszyn. Městská rada se ale neshodla na stavbě trati přes střed města, takže trať vybudovaná v I. etapě nepřežila krach IGLOOPOLu v roce 1990.
Doprava byla zahájena 12. listopadu 1988 na trati postavené v I. etapě. Smyčka byla umístěna poblíž kostela ve Straszęcině, trať vedla přes obec do Dębice. Zde byla trasa následující: Jana Pawła II – Piłsudskiego – Szkolną – Słoneczną – Fabryczną – 1 Maja. Po ulici 1 Maja vedla trasa na křižovatku s ulicí Jana Pawła II, čímž vznikla v Dębici velká bloková smyčka. Provoz na této jediné trati byl zastaven v říjnu 1990.

## Linky
| Linka    | Trasa                                 |
| -------- | ------------------------------------- |
| bezramki | Straszęcin Baza transportowa ↔ Dębica |
| bezramki | Straszęcin Borowiec ↔ Dębica          |

## Vozový park
Vozový park tvořilo po celou dobu 10 trolejbusů Jelcz PR110E, které byly po zrušení provozu předány do jiných polských měst s trolejbusovou dopravou.